# 甲奴町
甲奴町（こうぬちょう）は、かつて広島県の東部に存在した町。甲奴郡に属した。2004年4月1日に三次市および双三郡全町村（吉舎・三良坂・三和各町及び君田・作木・布野各村）と合併（新設合併）して改めて成立した三次市に移行したことに伴い、消滅した。

## 地理

### 河川
- 上下川 - 江の川水系。

### 山
- 頭土山（648.3m）
- 徳楽山（617.7m）
- 影信山（593.2m）
- 弘法山（584.4m）

## 沿革
- 1889年4月1日 - 市町村制施行。甲奴町域には当時甲奴郡に属する有田村・梶田村・太郎丸村・知和村・西野村・抜湯村・福田村・本郷村・安田村と世羅郡広定村が存在した。
- 1895年10月1日 - 梶田・西野・福田・本郷各村が合併（新設合併）して甲奴村が成立する。
- 1912年11月1日 - 有田・太郎丸・知和・抜湯・安田の各村が合併（新設合併）して上川村が成立する。
- 1955年3月31日 - 甲奴村と上川村の一部が合併（新設合併）して甲奴町が成立する。上川村の残部は双三郡吉舎町に編入される。
- 1958年10月10日 - 甲奴町と世羅郡広定村が合併（新設合併）して甲奴町が成立する。
- 1961年4月1日 - 宇賀地区の一部を双三郡吉舎町に割譲する。
- 2004年4月1日 - 三次市と双三郡の全町村と合併（新設合併）して三次市となり、消滅する。

## 名所・旧跡
- 品の滝
- いこいの森弘法山
- ジミー・カーターシビックセンター

## 大字（2004年3月31日当時のデータ）
- 有田（ありだ）
- 宇賀（うが）
- 梶田（かじた）
- 太郎丸（たろうまる）
- 西野（にしの）
- 抜湯（ぬくゆ）
- 小童（ひち）
- 福田（ふくだ）
- 本郷（ほんごう）

## 交通（2004年3月31日当時のデータ）

### 鉄道
- JR福塩線
  - 甲奴駅 - 梶田駅

### 道路
国道
町内は一切通っていない。
主要地方道
- 広島県道27号吉舎油木線
- 広島県道51号甲山甲奴上市線

一般県道
- 広島県道222号甲奴停車場線
- 広島県道403号別迫上下線
- 広島県道424号甲奴インター線 - 合併時点では全線未開通（2015年に接続する尾道自動車道〔中国横断自動車道尾道松江線〕甲奴ICと合わせて供用）。
- 広島県道425号梶田三良坂線
- 広島県道426号太郎丸吉舎線
- 広島県道427号宇賀矢野線
- 広島県道428号宇賀安田線

## 教育（2004年3月31日当時のデータ）
小学校
- 甲奴町立宇賀小学校（廃校し、甲奴小学校と統合）
- 甲奴町立甲奴小学校
- 甲奴町立小童小学校

中学校
- 甲奴町立甲奴中学校